# Браславский, Дмитрий Юрьевич
Дмитрий Юрьевич Браславский — российский писатель-фантаст, в первую очередь известный как автор первых в России книг-игр.

## Биография
Родился в 1968 году в Москве, где проживает по сегодняшний день. По образованию историк, специализация — история Западной Европы. В 1991 году 100-тысячным тиражом вышла его дебютная книга, «Подземелья Чёрного замка», с фэнтезийно-сказочным сюжетом. По словам автора, «Подземелья Чёрного замка» изначально не предназначались к изданию и писались для себя и родных. Издать книгу предложили друзья Дмитрия.

Подземелья Чёрного замка, первое издание

Вслед за этим вышли книги «Тайна капитана Шелтона», «Верная шпага короля» и «Повелитель безбрежной пустыни», в которых идеи первой книги были развиты и дополнены.
В конце 90-х годов автор отходит от жанра книг-игр в «чистое» фэнтези.
В числе его литературных работ — романы из серии «Войны магов»: Паутина Лайгаша (Ворон), Игры чародея, Щит королевы (в соавторстве с Н. Подлесной).

### Книги-игры
- Подземелья Черного замка. — М.: Произв.-коммерч. центр «АТ», 1991. — 223 с. — (Книга-игра; 1). — 100 000 экз. — ISBN 5-87986-001-9.
- Тайна капитана Шелтона. — М.: Товарищество «Калейдоскоп», 1992. — 240 с. — (Книга-игра; 2). — 100 000 экз. — ISBN 5-87986-002-7.
- Верная шпага короля. — М.: Произв.-коммерч. центр «АТ»: Товарищество «Калейдоскоп», 1993. — 224 с. — (Книга-игра; 3). — 70 000 экз. — ISBN 5-87986-004-3.
- Повелитель безбрежной пустыни. — М.: Товарищество «Калейдоскоп», 1993. — 192 с. — (Книга-игра; 4). — 70 000 экз. — ISBN 5-87986-003-5.
- Лабиринт затаившейся смерти. — Чебоксары: Изд. Селиванов, 2011. — 251 с. — (Книга-Игра). — 1000 экз. — ISBN 978-5-905195-06-8.
- Холодное сердце Далрока. — Чебоксары: Изд. Селиванов, 2012. — 296 с. — (Книга-Игра). — 1000 экз. — ISBN 978-5-905195-07-5.
- Мерцание эльфийского портала. — Чебоксары: Изд. Селиванов, 2013. — 314 с. — (Книга-Игра). — 1000 экз. — ISBN 978-5-905195-08-2.
- Верховный жрец Айригаля. — Чебоксары: Изд. Селиванов, 2017. — 290 с. — (Книга-Игра). — 1000 экз. — ISBN 978-5-905195-19-8.

### Романы
- Паутина Лайгаша. — М.: АСТ, 2001. — 557 с. — (Заклятые миры). — 7000 экз. — ISBN 5-17-011056-1.
- Игры чародея, или Жезл Ниерати. — СПб.: Азбука-классика, 2006. — 480 с. — (Войны магов). — 4000 экз. — ISBN 5-352-01927-6.

В соавторстве с Натальей Подлесной:
- Щит Королевы. — СПб.: Азбука-классика, 2007. — 480 с. — (Войны магов). — 4000 экз. — ISBN 978-5-91181-462-5.

### Рассказы
- Чародейка на выданье // Псы любви / Сост. С. В. Лукьяненко. — М.: АСТ: Ермак, 2003. — С. 331—338. — 384 с. — (Звёздный лабиринт). — 20 000 экз. — ISBN 5-17-006924-3.
- Воля небес // Фэнтези-2005. — М.: Эксмо, 2004. — С. 385—392. — 576 с. — (Миры fantasy). — 15 000 экз. — ISBN 5-699-08598-X.
- Средь шумного бала // Гуманный выстрел в голову / Сост. С. В. Лукьяненко. — М.: АСТ: Ермак, 2004. — С. 389—393. — 525 с. — (Звёздный лабиринт). — 10 000 экз. — ISBN 5-17-023507-0.
- Утраченные записи Шерлока Холмса // Мистер Шерлок Холмс. Выпуск 5 / Сост. Антон Лапудев. — М.: Паровая типолитографія А. А. Лапудева, 2004. — С. 270—284. — 296 с. — 50 экз.